# Ivanhoe (film 1982)
Ivanhoe – brytyjski film przygodowy z 1982 roku na podstawie powieści Waltera Scotta pod tym samym tytułem.

## Główne role
- James Mason – Izaak z Yorku
- Anthony Andrews – Wilfred z Ivanhoe
- Sam Neill – Brian de Bois-Guilbert
- Michael Hordern – Cedryk
- Olivia Hussey – Rebeka
- Lysette Anthony – Lady Rowena
- Julian Glover – Król Ryszard
- George Innes – Wamba
- Ronald Pickup – Książę Jan
- John Rhys-Davies – Front de Boeuf
- David Robb – Robin Hood
- Stuart Wilson – De Bracy
- Michael Gothard – Athelstone
- Tony Haygarth – Brat Tuck
- Kevin Stoney – Fitzuse
- Dean Harris – Filip

## Fabuła
Rok 1194. Z wyprawy krzyżowej w stroju pielgrzyma powraca rycerz Wilfred z Ivanhoe – wierny sługa króla Ryszarda Lwie Serce. W kraju władzę uzurpuje książę Jan. Podczas drogi do domu Ivanhoe ratuje życie kupcowi – Izaakowi z Yorku, który staje się jego dłużnikiem i obiecuje mu pomóc w potrzebie. Obydwaj wyruszają do Ashby, gdzie odbywa się turniej rycerski. Ivanhoe staje do walki, a konia, zbroję i broń dostarcza mu Izaak. Pokonuje wszystkich rycerzy...